# Fred Büchel
Fred Büchel (* 21. Juli 1962 in Basel) ist ein Schweizer Performer, Autor und Bildender Künstler.

## Leben
Nach der Matura 1981 studierte Fred Büchel bis 1984 Germanistik, Philosophie und Kunstgeschichte an der Universität Basel. 1984 folgte eine Sprachausbildung in Rom und zwischen 1985 und 1988 ein Schauspielstudium an der Scuola Teatro Dimitri in Verscio. Seit 1988 ist er Leiter des Stadt Theater Wien gemeinsam mit Anne Mertin. Zusammenarbeit mit Christoph Büchel, Klaus Kastberger, Hans-Thies Lehmann, Kurt Neumann, Sophie Reyer, Wendelin Schmidt-Dengler, Clemens J. Setz, Peter Waterhouse und Chris Zintzen-Bader, sowie der Alten Schmiede Wien, der FU Berlin, dem Kunsthaus Graz, dem Literaturhaus Graz, der Österreichischen Gesellschaft für Literatur, dem Steirischen Herbst, dem Tanzquartier Wien, dem Wien Museum und der Wiener Secession. Seine berufliche Leidenschaft legt er in die Entwicklung einer zeitgenössischen Form von Theater, wobei seit 2002 die Auseinandersetzung mit dem Werk von Marianne Fritz im Projekt Fritzpunkt an zentraler Stelle steht.

## Werke
- FreiheitMachtArbeit, 1994
- wegen der ordnung halber, 1995
- Re Usura, 2000